# WD 0145+234
WD 0145+234 és una estrella nana blanca a uns 95 a.l. (29 pc) de la Terra a la constel·lació d'Àries que s'ha associat amb estudis que suggereixen que un exoasteroide molt gran a prop de l'estrella es va interrompre substancialment, on va donar lloc a una quantitat considerable de pols i fragments al voltant de l'estrella. Alternativament, l'esclat al voltant de WD 0145+234 s'explica amb col·lisions en curs entre planetesimals dins del disc de fragments polsegosos al voltant de la nana blanca.
L'esclat al voltant de WD 0145+234 va aparèixer el 2018 a les dades del Wide-Field Infrared Survey Explorer. Els esclats al voltant de nanes blanques a l'infraroig no són inusuals. Les noves i les noves nanes també mostren esclats, però s'acompanyen d'un esclat a l'òptica i apareixen al voltant de les binàries. WD 0145+234 és, tanmateix, una única nana blanca i no va mostrar cap brillantor a les imatges òptiques preses per CRTS i ASASSN. Això va suggerir que l'esclat va ser causat per la reposició o redistribució recent de pols. Un estudi de seguiment que empra el telescopi espacial Spitzer va trobar una disminució de la brillantor infraroja, a partir de finals de 2019. La disminució va acompanyada de petits cops superposats a la disminució de la brillantor infraroja. L'equip que va estudiar WD 0145+234 amb Spitzer va concloure que l'augment de la brillantor no va ser causat per la interrupció de marea d'un exoasteroide, sinó per col·lisions en curs al disc al voltant de la nana blanca. Es va trobar una disminució similar de la brillantor infraroja al voltant de la nana blanca GD 56. WD 0145+234 també és inusual perquè no només mostra contaminació metàl·lica en forma de línies d'absorció, que es troben al voltant del 25-50% de les nanes blanques, sinó també línies d'emissió causades pel gas de calci, que són menys freqüents. Encara no és clar què causa les línies d'emissió de metalls al voltant d'algunes nanes blanques, però l'existència d'aquestes línies al voltant de WD 0145+234 suggereix que es forma gas metàl·lic en les col·lisions. Encara hi ha algunes preguntes sense resposta per a aquesta hipòtesi: algunes nanes blanques amb gas metàl·lic mostren línies d'emissió variables, mentre que WD 0145+234 no mostra cap variabilitat en la línia d'emissió de calci. No és clar per què algunes nanes blanques mostren línies d'emissió de metalls variables.
Altres nanes blanques amb contaminació planetària també mostren variabilitat infraroja, sent el prototip G29-38, que va mostrar una disminució del flux infraroig en un 35% durant un període de 300 dies. Les nanes blanques amb les variacions infraroges més altes mostren línies d'emissió de calci, igual que WD 0145+234. WD 0145+234 podria ser el sistema amb una de les activitats més altes d'aquesta classe d'objectes.

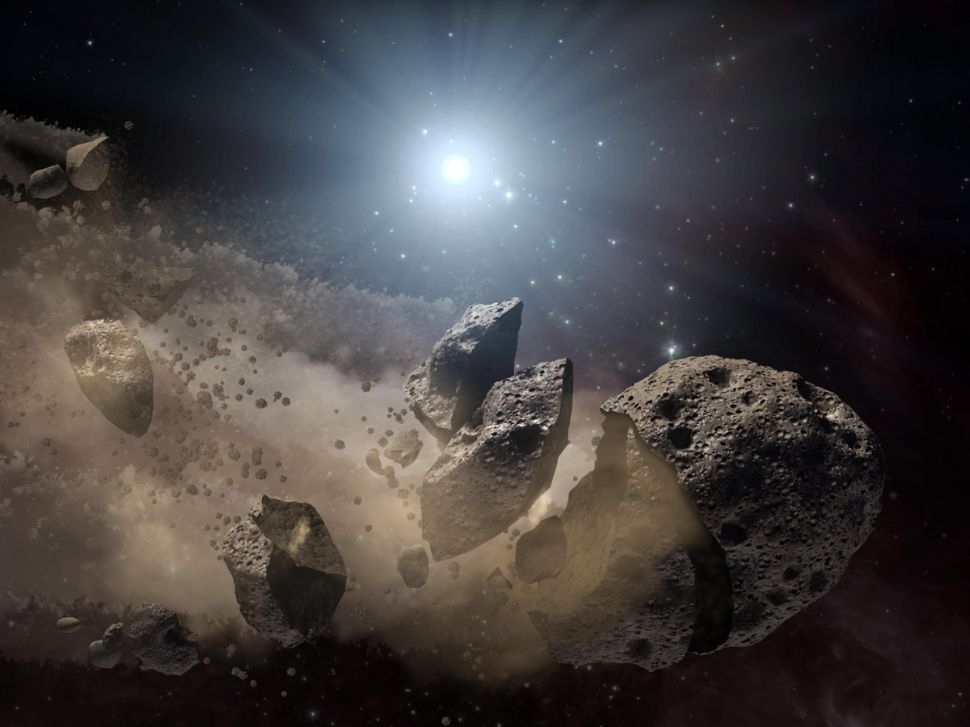
Exoasteroide destruït per una estrella (concepte artístic)